# Гонец (бриг, 1808)
«Гоне́ц» — двадцатипушечный бриг Балтийского флота Российской империи, построенный в Санкт-Петербурге в 1808 году, первый из двух бригов одноимённого типа. За время несения службы в составе флота принимал участие в Русско-шведской войне 1808—1809 годов, Отечественной войне 1812 года и войне с Францией 1813—1814 годов. Использовался в качестве конвойного и крейсерского судна, участвовал в обороне Котлина, в перевозках войск и действиях союзного русско-английского флота против французского, а по окончании службы был разобран в Кронштадте.

## Описание брига
Парусный бриг с деревянным корпусом, первый из двух бригов одноимённого типа, спущенных в 1808 году в Главном адмиралтействе. Длина брига по сведениям из различных источников составляла от 29,66 до 29,7 метра, ширина — 9,2 метра, глубина интрюма — 3,9 метра, а осадка — 3,86 метра. Вооружение судна состояло из двадцати орудий.
Один из двух бригов и восьми одноимённых парусных судов, которые несли службу в составе Российского императорского флота. В составе Балтийского флота нёс службу одноимённый бриг 1818 года постройки, а также  одноимённые транспорт 1785 года постройки, парусный катер 1800 года постройки и шхуна 1829 года постройки, а в составе Черноморского флота одноимённые шхуны 1820, 1835 и 1878 годов постройки.

## История службы
Бриг «Гонец» был заложен на стапеле Главного адмиралтейства в Санкт-Петербурге и после спуска на воду 7 (19) июля 1808 года вошёл в состав Балтийского флота России. Строительство вёл корабельный мастер 6-го класса А. И. Мелихов. В кампанию того же года бриг совершал плавания между Санкт-Петербургом и Кронштадтом.
Принимал участие в Русско-шведской войне 1808—1809 годов, в мае 1809 года находился на Кронштадтском рейде в составе эскадры, оборонявшей остров Котлин. В июне того же года бриг осуществлял конвой транспортных судов, направляющихся в Або, а в 1810 и 1811 годах выходил в крейсерские плавания в Финский и Ботнический заливы. В кампанию 1811 года также совершал плавания между Кронштадтом и Свеаборгом.
Во время Отечественной войны 1812 года и войне с Францией 1813—1814 годов принимал участие в действиях кораблей флота в Балтийском море и у берегов Англии. 15 (27) июня 1812 года прибыл в Свеаборг в составе эскадры адмирала Е. Е. Тета. Там на борт судов эскадры были приняты войска корпуса генерал-лейтенанта Ф. Ф. Штейнгеля и 27 августа (8 сентября) эти войска были доставлены в Ревель. 28 октября (9 ноября) с эскадрой под командованием вице-адмирала Р. В. Кроуна бриг отправился к берегам Англии для совместных действий русского и английского флотов против французов и 29 ноября (11 декабря) прибыл в Ширнесс. До июня 1814 года корабль базировался в Англии, откуда совершал крейсерские плавания к берегам Франции и Голландии.
24 июня (6 июля) 1814 года в составе эскадры под общим командованием адмирала Е. Е. Тета бриг «Гонец» покинул Дильский рейд и 16 (28) июля вернулся в Кронштадт, где по окончании службы в 1819 году и был разобран.

## Командиры брига
Командирами брига «Гонец» в составе Российского императорского флота в разное время служили:
- лейтенант А. М. Голостенов (1808 год)[9];
- лейтенант, а с 3 (15) марта 1810 года капитан-лейтенант С. И. Ефимьев (1809—1814 годы)[10].